# Porto Feliz
Porto Feliz är en stad och kommun i den brasilianska delstaten São Paulo. Kommunens folkmängd uppgick år 2014 till cirka 52 000 invånare. Stadens största fabrik, Porto Feliz S/A, förser hela delstaten och hela Brasilien med wellpappförpackningar.
Alice Sommerlath, mor till drottning Silvia, föddes i Porto Feliz.